# バッド・デイ・ドライブ
『バッド・デイ・ドライブ』（原題：Retribution）は、ニムロッド・アーントル監督、クリス・サルマンプール脚本による2023年のアクションスリラー映画。2015年のスペイン映画『暴走車 ランナウェイ・カー』の3度目のリメイク作で、車から出たら爆発するという脅迫を受けて車内に閉じ込められてしまう男の物語である。

## キャスト
| 役名                     | 俳優                   | 日本語吹替 |
| ------------------------ | ---------------------- | ---------- |
| マット・ターナー         | リーアム・ニーソン     | 谷昌樹     |
| アンジェラ・ブリックマン | ノーマ・ドゥメズウェニ | 近内仁子   |
| エミリー・ターナー       | リリー・アスペル       | 山下音彩   |
| ザック・ターナー         | ジャック・チャンピオン | 永竹功幸   |
| ヘザー・ターナー         | エンベス・デイヴィッツ | 山像かおり |
| シルヴァン               | アリアン・モイエド     | 長谷川敦央 |
| アンダース・ミュラー     | マシュー・モディーン   | 原康義     |

- 日本語吹替版その他出演：尾崎梨乃、稲垣拓哉、吉富英治、夕城千佳、那須有、好川敬太、津嘉山寿穂、有上卓利
- 日本語吹替版制作スタッフ 演出：日向泰祐、翻訳：高木美和、録音・調整：守田沙織、制作：キノフィルムズ、木下グループ、東北新社

## 制作
本作は、スタジオカナルとスタジオ・バベルスベルク・モーション・ピクチャーズによるアメリカ、フランス、ドイツ、スペインの合作映画。撮影は主にポツダムのバベルスベルク・スタジオと、物語の舞台であるベルリンの街中で行われた。
2020年11月、リーアム・ニーソンが主演することが発表された。音楽はハリー・グレッグソン＝ウィリアムズが担当した。